# Hyacinthe Loyson
Charles Loyson, plus connu sous son nom religieux de Père Hyacinthe, né à Orléans le 10 mars 1827, mort à Paris le 9 février 1912, est un prêtre et prédicateur français, plus particulièrement connu pour ses sermons à Notre-Dame de Paris et pour avoir été excommunié en 1869.

## Jeunesse
Son père était inspecteur d'académie, puis recteur d'académie à Metz et à Pau. Il fut proche parent de son parfait homonyme, le poète Charles Loyson.
Hyacinthe Loyson, en même temps que son frère Jules, fit ses études au collège de Pau en qualité de boursier. Il entra, en 1845, au séminaire de Saint-Sulpice et fut ordonné prêtre en 1851. Successivement professeur au séminaire d'Avignon et de Nantes et vicaire à Saint-Sulpice jusqu'en 1857, il finit par prendre la robe de dominicain du tiers-ordre, enseignant à Flavigny.
Il partit pour Rome, s'enferma environ deux ans à la Trappe et revint en France et, après un noviciat à Lyon, entra dans l'ordre des Carmes en 1860 et prononça ses vœux. C'est alors qu'il adopta le nom de Père Hyacinthe alors que chez les dominicains, il avait pu garder son nom.
Il eut des difficultés dès le début de son ministère pour avoir invité les francs-maçons à travailler avec les catholiques.

## Prédications
Le père Hyacinthe se fit rapidement remarquer par les sermons enflammés prononcés d'abord au lycée de Lyon (en 1862), puis pour l'Avent de 1863 à Bordeaux, et enfin à Périgueux pour le Carême de 1864. Il fut alors invité à prêcher à Paris, d'abord au cercle catholique de la rue Cassette, puis à la Madeleine, où ses sermons eurent un brillant succès devant un auditoire élégant et mondain. L'originalité un peu théâtrale de son éloquence, son lyrisme exubérant, les sujets souvent scabreux qu'il se plaisait à traiter, tout, jusqu'à son habit monastique, charmait l'assistance, qui voyait en lui un successeur d'Henri Lacordaire.
De tendance gallicane et d'opinions assez libérales, il fut choisi par Monseigneur Darboy pour prêcher l'Avent à la cathédrale de Paris, en 1864. Son succès fut tel qu'il fut reconduit pour les cinq années suivantes. Sa particularité fut de traiter des sujets souvent négligés par les prêtres de l'époque : l'origine du pouvoir, le caractère de la société civile, la souveraineté populaire et le droit divin, la paix, la guerre, des questions intimes ou quotidiennes, telles que l'amour conjugal, le mariage, la famille, la virginité, le rôle des courtisanes dans la société moderne. Il est pour cela critiqué par des catholiques plus conservateurs et ultramontains, comme Louis Veuillot, dans le quotidien catholique l'Univers.

La polémique enfla d'année en année. Ses prises de position libérales et rationalistes lui valurent un rappel à l'ordre du Vatican, mais le pas décisif fut franchi lorsque le 24 juin 1869, invité au congrès de la Ligue de la Paix, il y parla avec modération des protestants et des juifs. Il y prononça également un discours retentissant contre la guerre : 

« Tu ne tueras point, dit le commandement éternel ! s'écriait-il, mais condamne-t-il seulement l'homme lâche et cruel qui suit sa victime dans l'ombre et lui enfonce un couteau dans le cœur ou lui brûle la cervelle avec un pistolet ? Le meurtre n'est-il plus un crime quand il se commet en grand et qu'il est le fait d'un prince ou d'une assemblée délibérante ? et il osait ajouter : Vous n'avez qu'à appliquer aux peuples la morale des individus et à renverser cette barrière du mensonge : une morale pour la vie privée et une morale pour la vie publique. »

 Ce discours fit scandale et causa sa rupture avec Rome.

### Rupture avec Rome
Le 20 septembre 1869, il adressa au général de son ordre, au pape Pie IX et aux journaux une lettre, qui eut un grand retentissement et dans laquelle, en rappelant « les attaques ouvertes et les délations cachées » dont il avait été l'objet, il accusa les « menées d'un parti tout-puissant à Rome » et déclara qu'il ne remonterait plus dans la chaire de Notre-Dame parce qu'on voulait lui imposer « un langage qui ne serait plus l'entière et loyale expression de sa conscience, une parole faussée par un mot d'ordre, ou mutilée par des réticences ». Il annonça, en même temps, qu'il s'éloignera de son couvent et, désignant le dogme de l'infaillibilité pontificale qui se préparait et qu'il n'approuvait pas, il protesta devant le pape et devant le concile œcuménique, qui allait se réunir à Rome « contre ces doctrines et ces pratiques qui se nomment chrétiennes, mais qui ne le sont pas, et qui, dans leurs envahissements toujours plus audacieux et plus funestes, tendent à changer la constitution de l'Église ».
Il était alors supérieur des carmes déchaussés de Paris. Quelques jours après, Félix Dupanloup, évêque d'Orléans, écrivit à son « cher confrère », le moine insurgé, une lettre pour l'inviter à aller se jeter aux pieds de Pie IX. Il n'en reçut qu'une courte réponse, qui peut se résumer dans cette phrase : « Ce que vous appelez une grande faute commise, je l'appelle un grand devoir accompli. »
Il fut frappé de l'excommunication majeure le 10 octobre 1869. Redevenu simple prêtre, il partit faire une tournée de conférences aux États-Unis, où il rencontra un certain succès chez les protestants. De retour en France, il se retira à Bouillac et publia, le 30 juillet 1870, une lettre de protestation contre les décisions du concile Vatican I, qui ont érigé en dogme l'infaillibilité pontificale.

## Entrée dans l'Église vieille-catholique
Après avoir vu, selon son expression, « passer les deux absolutismes qui avaient si lourdement pesé sur l'Église et sur le monde, l'empire des Napoléons et le pouvoir temporel des papes, » il se rendit en Italie en mars 1871 et passa quelques mois à Rome. Là, bien qu'excommunié, il reçut la communion à la basilique Saint-Pierre et continua à attirer sur lui l'attention publique en publiant diverses lettres dans les journaux, notamment une lettre à son ami le chanoine Ignaz von Döllinger, chef de l'Église vieille-catholique allemande (26 avril 1871), une autre sur la Commune de Paris (29 mai), une troisième au sujet de la pétition des évêques à l'Assemblée nationale (22 juin). Le 7 juillet suivant, il fit acte d'adhésion complète à la déclaration signée à Munich par les vieux-catholiques, « convaincu, disait-il, que ce grand acte de foi, de science et de conscience sera le point de départ du mouvement réformateur qui seul peut sauver l'Église catholique. »
Peu après, il se rendit auprès de Döllinger, et en septembre, il assista au congrès de Munich, où il prononça un discours. À la fin de cette même année (23 décembre), il reprocha amèrement au Père Joseph Gratry son adhésion au dogme de l'infaillibilité, qu'il avait si vivement combattue.

## Mariage
En 1872, il annonça, dans une lettre publiée par les journaux, qu'il renonçait au célibat et que le mariage s'imposait à lui « comme une de ces lois de l'ordre moral auxquelles on ne résiste pas sans troubler profondément sa vie et sans aller contre la volonté de Dieu » (25 août). Il se rendit alors à Londres, où il épousa, le 3 septembre, à l’abbaye de Westminster, une Américaine qu'il avait convertie au catholicisme, Émilie Jane Butterfield, veuve Meriman, âgée de trente-neuf ans. Après ce mariage, il n'en continua pas moins à célébrer la messe et à protester de sa parfaite catholicité, qualifiant sa décision de premier pas vers une réforme de l'Église.
Appelé à Genève au commencement de 1873 par des catholiques libéraux, il s'y rendit en mars. Il célébra sa première messe dans l'Église vieille-catholique à Pâques 1873, le 13 avril, dans la salle de lecture de la bibliothèque du collège Calvin. Le 17 août, il célébra sa première messe en français. Il donna également des conférences en déclarant, par exemple dans un sermon qu'il prononça le 4 mai 1873, que la confession obligatoire était essentiellement immorale. En août 1874, il renonça à la cure de Genève qu'on lui offrait, l'Église catholique-nationale « ne devait être ni libérale en politique, ni catholique en religion ». Il ne continua pas moins à combattre pour le mouvement vieux-catholique en attirant les masses par ses sermons à Genève, puis à Paris.

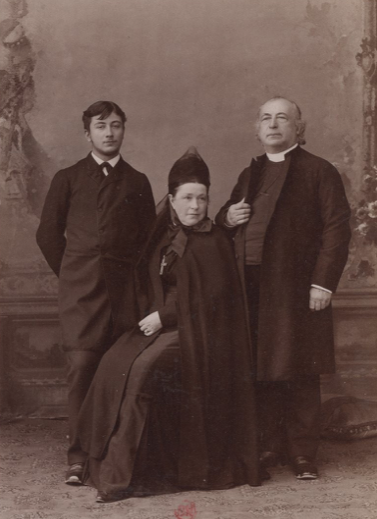
Hyacinthe Loyson et sa famille (Atelier Nadar)

## Fondation de l'Église gallicane
En 1878, il fonda à Paris une Église néo-gallicane indépendante, avec la promesse du soutien anglican, notamment en la personne du primat de l’Église d’Écosse. Le 9 février 1879, une chapelle fut inaugurée au no 7 de la rue de Rochechouart. Rapidement trop petite, elle fut remplacée par une nouvelle chapelle ouverte le 6 mars 1881, rue d'Arras, toujours à Paris. Un décret du 3 décembre 1883, signé par Jules Grévy et son ministre de l'Intérieur, Pierre Waldeck-Rousseau, autorisa le fonctionnement de cette chapelle, tout en ne reconnaissant pas le caractère officiel de la nouvelle religion. Il fut soutenu dans son action par Léon Séché.
Hyacinthe Loyson, ayant toujours refusé la consécration épiscopale proposée par l'Église anglicane, ne put ordonner de nouveaux prêtres, condamnant ainsi son mouvement à la marginalisation. D'autre part, son mariage était un obstacle à toute intégration dans l'Église vieille-catholique d'Utrecht, qui demandait le célibat à ses prêtres. L'église de la rue d'Arras se dota alors d'un nouveau vicaire, l'abbé Georges Volet, issu de l'Église catholique chrétienne de Suisse. Le 3 mars 1893, Loyson se démit de toutes ses fonctions à l'intérieur de son Église, laissant Mgr Gul, archevêque de l'Église vieille-catholique de Hollande, prendre possession de la paroisse parisienne.
Il a eu un fils, le dramaturge Paul Hyacinthe Loyson, dans l'appartement duquel il est mort, à Paris, au 110, rue du Bac, à l'âge de 85 ans. Il est enterré au cimetière du Père-Lachaise (division 24).

## Contemporains
- Ernest Renan : « Certes la tentation est grande pour le prêtre qui abandonne l'Église de se faire démocrate ; il retrouve ainsi l'absolu qu'il a quitté, des confrères, des amis : il ne fait en réalité que changer de secte. Telle fut la destinée de Lamennais. Une des grandes sagesses de M. l'abbé Loyson a été de résister sur ce point à toutes les séductions et de se refuser aux caresses que le parti avancé ne manque jamais de faire à ceux qui rompent les liens officiels. »

in Souvenirs d'Enfance et de Jeunesse.
- Thérèse de Lisieux, dans son couvent, priait quotidiennement pour le père Loyson[3].
- L'abbé Arthur Mugnier, ayant reçu le couple Loyson-Merriman, fut disgracié par l'archevêque de Paris.

## Citations
- « Agir comme s'il n'y avait au monde que sa conscience et Dieu. » (épitaphe au Père Lachaise)

## Ouvrages
- Conférences prêchées à Notre-Dame de Paris sur la famille (1866 ) ;
- La Société civile dans ses rapports avec le christianisme (1867) ;
- De la Réforme catholique (1872) ;
- Lettre sur mon mariage (1872) ;
- Catholicisme et protestantisme (1873) ;
- L'Ultramontanisme et la Révolution (1873) ;
- Trois Conférences au Cirque d'Hhiver (1877) ;
- Les Principes de la Réforme catholique (1878) ;
- La Réforme catholique et l'Église anglicane (1879) ;
- Liturgie de l'Église catholique gallicane (1880) ;
- Une apologie de l'Inquisition, réfutation (1882).